# 가나자와 히데오
가나자와 히데오(일본어: 金澤 秀男, 1975년 12월 16일 ~ )는 일본의 바둑 기사이다. 도쿄 출신으로 일본기원 소속의 8단이다. 프로 바둑 기사 야시로 구미코의 배우자이다.

## 경력
일본 도쿄에서 태어났다. 1993년 입단했고 같은해 2단을 거쳐 이듬해 3단으로 승단했다. 2004년 제29기 기성전 최종 예선 결승에 진출했지만 고바야시 사토루에게 져서 본선에 오르지 못했다. 2009년 제1회 BC카드배 월드 바둑 챔피언십 예선에서 이영신에게 승리했지만 최원용에게 져서 탈락했고, 제14회 LG배 세계기왕전 예선에서 이노우에 나오키에게 승리했지만 김주호에게 져서 본선 진출에 실패했다.
2010년 7단으로 승단했고, 2012년 제4회 BC카드배 월드 바둑 챔피언십 예선에서 온소진에게 패배하여 탈락했다. 2016년 8단으로 승단했다. 2019년 제3회 월드바둑챔피언십 예선에서 스즈키 요시미치에게 져서 본선 진출에 실패했다. 2020년 제3회 SGW배 중용전에서 우승을 차지했다.